# Wu Ding

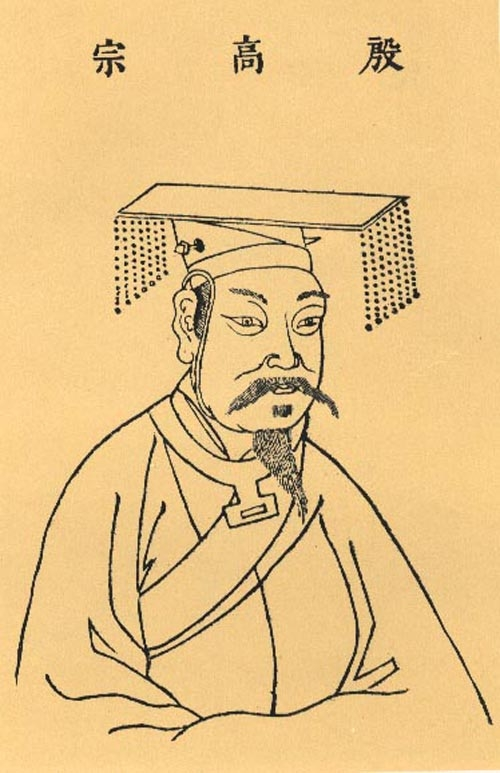
Wu Ding

Wu Ding (武丁) fue un rey de China de la dinastía Shang, cuyo reinado transcurrió, aproximadamente en 1250-1192 a. C.
Wu Ding es la figura más temprana de la historia de las dinastías chinas que ha sido confirmada por registros contemporáneos. Se pensaba que los anales de la dinastía Shang compilados por historiadores posteriores eran poco más que leyendas, hasta que unas inscripciones sobre huesos oraculares fechadas en este período, fueron desenterrados en las ruinas de su capital, en 1899.
En las Memorias históricas de Sima Qian aparece en el vigésimo segundo puesto de la lista de reyes Shang, sucediendo a su padre, Xiao Yi (小乙}). Fue entronizado el año de Dingwei (丁未), con Gan Pan (甘盘) como primer ministro, y Yin Xu (殷) como su  capital.
Cultivó la alianza de las tribus vecinas, casándose con una mujer de cada una de ellas. Su esposa favorita, Fu Hao entró en la casa real a través de uno de estos matrimonios, y se aprovechó de la sociedad esclavista semi-matriarcal, para elevarse a los altos rangos de general y suma sacerdotisa.
En el año veinticinco de su reinado, su hijo Zu Ji (祖己) murió en un área remota, después de ser exiliado.
En el año veintinueve de su reinado, presidió los rituales en honor de su antepasado, Shang Tang, el primer rey de la dinastía Shang, en el Templo Real.
En el año treinta y dos de su reinado, envió tropas a Guifang (鬼方), y después de tres años de lucha, lo conquistó. Los pueblos bárbaros Di (氐), y Qiang (羌), enviaron inmediatamente emisarios para negociar. 
Murió en el año cincuenta y nueve de su reinado, según todas las fuentes disponibles. Está considerado como uno de los mejores reyes de la dinastía Shang, se le dio el nombre póstumo de Wu Ding, y fue sucedido por su hijo, Zu Geng (祖庚).
Las inscripciones sobre huesos oraculares desenterrados en Yinxu dan como dato alternativo que fue el vigésimo primer rey Shang.